# Fundação de Turismo de Mato Grosso do Sul
A Fundação de Turismo de Mato Grosso do Sul é um órgão público, vinculada à Secretaria de Estado de Meio Ambiente, Desenvolvimento Econômico, Produção e Agricultura Familiar; que fomenta o turismo no estado. É uma das nove fundações que integram o Governo de Mato Grosso do Sul.

## Histórico e atribuições
Foi criada em 28 de maio de 1979, intitulada Empresa de Turismo de Mato Grosso do Sul. Em 1982, foi transformada em sociedade
de economia mista. Em 2001, a empresa deu lugar à atual entidade.
Em 2017, foi lançada a estratégia "Visit MS", com ferramentas de divulgação das atrações turísticas, em diversos idiomas.
A Fundtur tem como atribuições desenvolver ações na área de turismo, fomentando a circulação de cidadãos brasileiros e de outras nacionalidades, movimentando a economia do estado.